# 4687 Брунсандрей
4687 Брунсандрей (4687 Brunsandrej) — астероїд головного поясу, відкритий 24 вересня 1979 року.
Тіссеранів параметр щодо Юпітера — 3,199.